# سوفي كارل
سوفي كارل (بالفرنسية: Sophie Carle)‏ هي مغنية وممثلة لوكسمبورغية، ولدت في 7 يونيو 1964 في مدينة لوكسمبورغ في لوكسمبورغ.

## وصلات خارجية
- سوفي كارل على موقع IMDb (الإنجليزية)
- سوفي كارل على موقع ألو سيني (الفرنسية)
- سوفي كارل على موقع ميوزك برينز (الإنجليزية)
- سوفي كارل على موقع أول موفي (الإنجليزية)
- سوفي كارل على موقع ديسكوغز (الإنجليزية)
- سوفي كارل على موقع قاعدة بيانات الفيلم (الإنجليزية)
- سوفي كارل على موقع كينوبويسك (الروسية)